# Estación de Southampton Terminus
La Estación de Southampton Terminus sirvió al puerto y al centro de la ciudad de Southampton, Inglaterra, desde 1839 hasta 1966. La estación de ferrocarril fue autorizada el 25 de julio de 1834 y construida como terminal del Ferrocarril de Londres y Southampton, que luego cambió su nombre a Ferrocarril de Londres y del Suroeste (LSWR). Se inauguró como "Southampton" el 10 de junio de 1839, aunque no estuvo operativa oficialmente hasta el 11 de mayo de 1840, debido a que la vía no estaba completamente unida entre Winchester y Basingstoke.
El edificio de la estación se construyó en 1839-1840 según el diseño de Sir William Tite. El LSWR agregó el edificio del South Western Hotel, mucho más grande, diseñado por John Norton, en 1872. La línea se extendió hasta la Terminal del Muelle Oceánico para dar continuidad a los trenes transportados en buques transbordadores.

## Historia

### Construcción
La estación para Southampton se autorizó el 25 de julio de 1834. El edificio principal fue diseñado por Sir William Tite en estilo italianizante, que era popular en ese momento para la arquitectura ferroviaria (véase Chester, que se construyó al mismo tiempo que Southampton). El edificio es ahora un monumento clasificado de Grado II*.
Construida como estación terminal del Ferrocarril de Londres y Southampton, fue la primera en abrirse en la ciudad. Se inauguró con el nombre de "Southampton" el 10 de junio de 1839, aunque no estuvo operativa oficialmente hasta el 11 de mayo de 1840, debido a que la vía aun no se había completado entre Winchester y Basingstoke. En el plazo neceario para terminar la vía, la compañía del Ferrocarril de Londres y Southampton cambió su nombre a Ferrocarril de Londres y del Suroeste (LSWR).
Inicialmente, la estación contaba con dos andenes y un cobertizo para las locomotoras, y no prestaba servicios de pasajeros debido a una disputa sobre los derechos de circulación. Para superar este problema, se abrió un pequeño andén al descubierto en Northam Road. El acceso se realizaba desde el paso a nivel de Bridge Road, que fue demolido en 1882 cuando se construyó el nuevo "Puente Central". Esta sigue siendo una ruta importante hacia Southampton desde Woolston. En ambos extremos del puente hay placas dedicadas al ferrocarril.
En 1847 se construyeron cobertizos para las locomotoras y una mesa giratoria.
Durante julio de 1858, la estación de Southampton pasó a llamarse "Muelles de Southampton" para distinguirla de la estación de Southampton West. En la década de 1860 se construyeron apartaderos y cobertizos adicionales, seguidos por el Hotel Imperial.

### Expansión
Se produjo un mayor desarrollo a principios de la década de 1870, cuando se compró un terreno situado en el lado este de la estación, lo que permitió la expansión del ferrocarril. Se construyeron apartaderos de mercancías mucho más grandes, una oficina de telégrafos y edificios para empresas navieras. Al mismo tiempo se ampliaron los andenes.
El Ferrocarril de Londres y del Suroeste compró más terrenos durante 1876, al norte de la terminal, y construyó nuevos cobertizos de trabajo para locomotoras y una plataforma giratoria. Tres nuevos andenes, dos dispuestos centralmente, se abrieron en 1891. Se mejoró el patio de mercancías y paquetes que estaba ubicado en St. Lawrence Road.
En 1895, los antiguos cobertizos de locomotoras de 1847 todavía estaban en uso, pero a medida que aumentaba la demanda de mercancías, se convirtieron en un depósito de una sola vía para trenes de mercancías. La plataforma giratoria original fue reemplazada por una plataforma giratoria abierta que tenía vías radiales, suministro de carbón y de agua, y una casamata para las tripulaciones. En años sucesivos, la plataforma giratoria se mejoró repetidamente y finalmente se convirtió en una plataforma giratoria de 70 pies (21 m), que se cerró y retiró en septiembre de 1966.
Durante septiembre de 1896, la estación pasó a llamarse "Southampton Town & Docks", luego cambió a "Southampton Town for Docks" en noviembre de 1912 y finalmente se rebautizó como "Southampton Terminus" el 9 de julio de 1923.
A principios de la década de 1900, Southampton Terminus experimentó un aumento del tráfico desde lugares como Reading, Alton, Londres y Portsmouth, y en 1905 comenzó a recibir el tráfico procedente del Great Western Railway a través del Ferrocarril de Didcot, Newbury y Southampton.
Southampton Terminus es recordada por los muchos pasajeros del RMS Titanic que pasaron por allí. Muchos de los pasajeros adinerados de primera clase del barco se alojaron en el South Western Hotel antes de embarcar para su desastroso viaje.
Se eliminaron dos andenes para dar cabida a un camino privado entre la estación de tren y el hotel. Para hacer la estación más cómoda para sus usuarios, se erigió una marquesina de vidrio en 1924. Dos años después, en 1926, se construyó una nueva oficina de paquetería y correo. Alrededor de esta época, los números de los andenes de la estación se invirtieron y se numeraron de izquierda a derecha.

### Cobertizos de locomotoras
Los cobertizos para las locomotoras estaban situados en la estación terminal de Southampton, cerca de los muelles de la ciudad. El primero de ellos fue inaugurado el 10 de junio de 1839 por el Ferrocarril de Londres y de Southampton, pero fue demolido debido al ensanchamiento de la zona de vías. Sería reemplazado por otra estructura adyacente al cobertizo de mercancías, pero se cerró en 1895, y a su vez fue sustituido por una instalación de servicio al aire libre al norte de la estación, que incluía una mesa giratoria, abastecimiento de carbón y oficinas, que permanecieron abiertos hasta 1966.
La Compañía del Ferrocarril de los Muelles de Southampton inauguró un cobertizo de locomotoras en Southampton Docks en 1865. Fue reconstruido en 1879 y asumido por el Ferrocarril de Londres y del Suroeste en 1892. El Ferrocarril del Sur amplió y volvió a techar el edificio durante 1930, siendo reconstruido por British Rail en 1955. Se cerró oficialmente en enero de 1966, pero permaneció en uso hasta julio de 1967.
El Ferrocarril del Sur abrió una instalación de servicio de locomotoras al aire libre en New Docks en 1933 y agregó una plataforma giratoria en 1949. Permaneció en uso hasta 1966.

### Hotel
En el extremo sur de la estación se encontraba el "Hotel Imperial", que más tarde pasó a llamarse "Hotel del Sur Occidental".
Durante la Segunda Guerra Mundial, el hotel fue adquirido el ejército y se convirtió en el HMS Shrapnel. Winston Churchill y Dwight D. Eisenhower hablaron sobre la Batalla de Normandía en una de las pequeñas salas del primer piso. La futura reina madre Isabel Bowes-Lyon también visitó el hotel y bailó en el Wedgwood Ballroom.
Después de la guerra, pasó a llamarse "Casa del suroeste" y se convirtió en oficinas. En 1961, la BBC abrió una nueva delegación y utilizó el antiguo salón de baile del hotel como estudio principal para su programa de noticias local hasta 1991. El edificio se convirtió en apartamentos privados en 1998.

### Cierre
La estación cerró sus puertas para pasajeros y paquetes el 5 de septiembre de 1966 antes de la electrificación entre la Estación de Waterloo y Bournemouth, cuando ni la estación de Northam ni la terminal de Southampton se incluyeron en la actualización. Las oficinas de correo cerraron en diciembre del año siguiente, trasladándose a Southampton Central. En diciembre de 1968, se había eliminado la mayor parte de la vía. En 1970, se retiraron la caseta de señales y lo que quedaba de las vías, rellenándose hasta el nivel de los andenes para servir como estacionamiento.
Después del cierre, todos los servicios fueron redirigidos a Southampton Central, que sigue siendo la estación principal de la ciudad.

## Uso actual
El antiguo edificio de la Estación Terminus se reconvirtió en un casino, operado por el Genting Group. El South Western Hotel se ha transformado en apartamentos privados. El camino hacia lo que serían los andenes ahora es un estacionamiento. Todo lo que queda de la zona de embarque de viajeros es la marquesina de vidrio y una sola vía que va desde el cruce de Northam hasta la terminal de cruceros del Queen Elizabeth II.

## Planes de reapertura
En 1999 se presentó un plan con un coste estimado de 10 millones de libras para reabrir Southampton Terminus y la Estación de Northam, que debía haber sido controlada por la empresa operadora de trenes Ferrocarriles Anglia.
Los planes incluían la construcción de un nuevo enlace ferroviario utilizando la vía restante del St. Mary's Stadium y hasta el paseo marítimo, que ha sido reservado por el Ayuntamiento de Southampton para posibles futuros enlaces ferroviarios. También se esperaba que se reduciría el tráfico alrededor de Southampton con una línea de cercanías local que uniera el Waterfront con Romsey, Halterworth y Chandler's Ford. Los planes se frustraron después de que la compañía South West Trains cambiara sus horarios en 1999, lo que provocó que dos de las cuatro vías de Southampton Central estuvieran ocupadas durante aproximadamente 20 minutos de cada hora, lo que provocó problemas de capacidad.
El Ayuntamiento de Southampton ha protegido el terreno restante para su uso futuro con el fin de construir una pequeña estación de tren en la antigua línea descendente en el paso a nivel de Canute Road, frente a la antigua estación de tren de Southampton Terminus. El proyecto se denominó TI4 Waterfront Station.